# National Weather Service
Le National Weather Service (NWS ; « Service météorologique national ») est le service météorologique des États-Unis. C'est un des six services scientifiques qui composent le National Oceanic and Atmospheric Administration (NOAA), l'agence gouvernementale chargée de la recherche et la surveillance de l'atmosphère et des océans sur tout le territoire américain.
Le NWS est plus spécifiquement chargé de la recherche sur les phénomènes atmosphériques, la prévision du temps, les études climatologiques et hydrologiques. Il est émet les veilles et alertes météorologiques et hydrologiques pour avertir la population des dangers imminents et fait des études sur le changement du climat. Le NWS est divisé en quatre régions administratives et comporte 122 bureaux locaux de prévision co-localisés avec les sites de lancement de radiosondage. Les services rendus sont gratuits selon la politique du gouvernement américain.

## Histoire

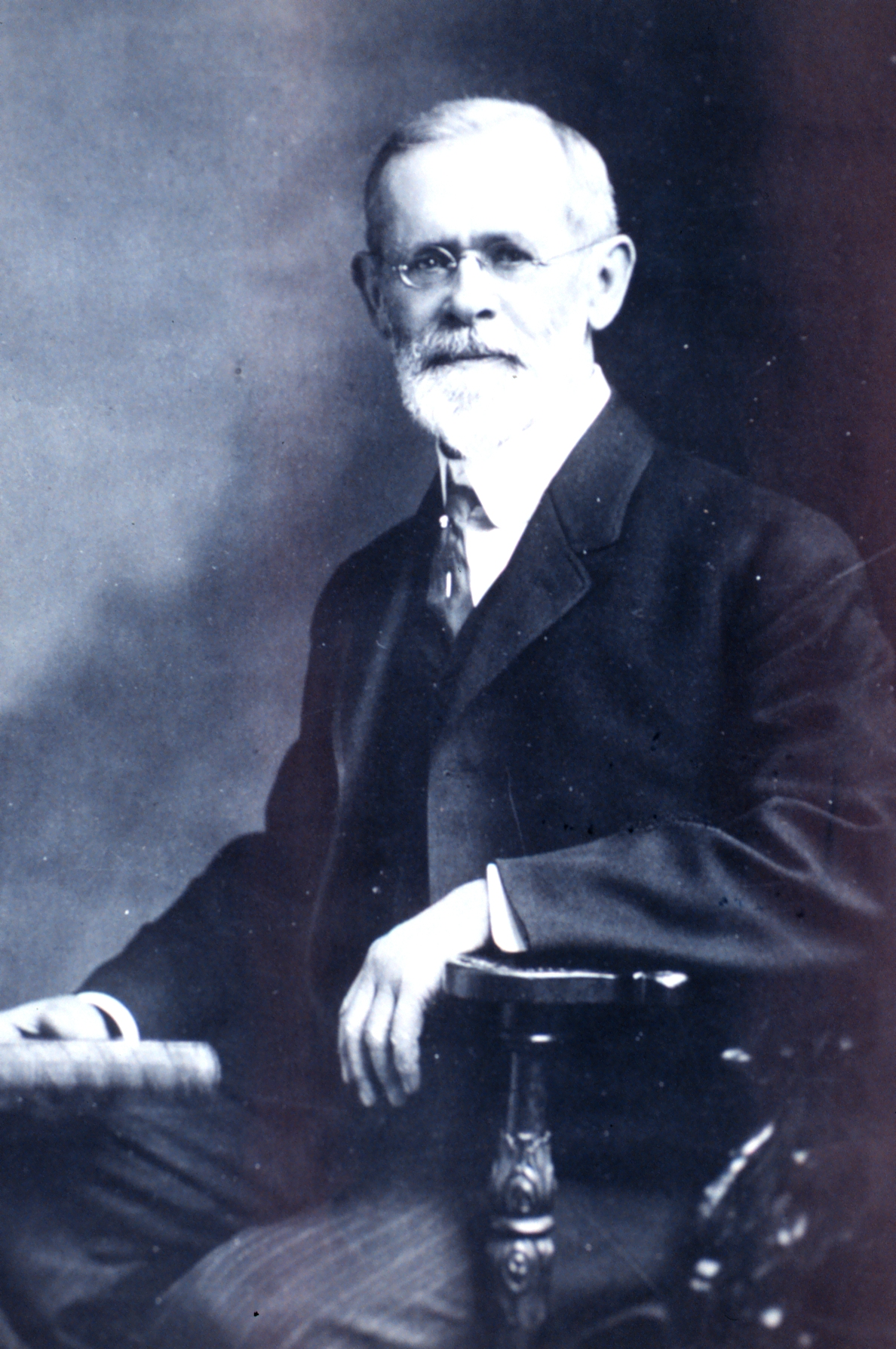
Cleveland Abbe, premier chef météorologue de l'US Weather Bureau en 1871.

Dès les débuts de la colonisation britannique, des observations du temps sont prises par les navigateurs et les explorateurs de ce qui deviendrait les États-Unis. Parmi les Pères de l'Union, Thomas Jefferson était un avide expérimentateur et acheta son premier thermomètre et baromètre à quelques jours de signer la Déclaration d'Indépendance, et nota dans ses carnets que la température à Philadelphie le 4 juillet 1776 était de 76 °F (24,4 °C).
Au début du XIXe siècle, les instruments de mesure existaient depuis plus de cent ans mais le moyen de transmettre les informations à de grandes distances en temps réel n'existait pas, ce qui empêchait de concevoir la prise de données autrement que pour des fins climatologiques. Le télégraphe changea cela. En 1849, la Smithsonian Institution a fourni des instruments de mesure météorologiques aux compagnies télégraphiques, ce qui permit de couvrir rapidement le territoire de 150 stations. À l'aide de ces données, des cartes météorologiques ont pu être tracées pour la première fois aux États-Unis. En 1860, le Washington Evening Star comptait cinq cents stations dans son réseau lui permettant de publier des cartes météorologiques quotidiennement. D'autres réseaux parallèles furent graduellement absorbés, incluant ceux mis sur pieds par certains États.

### Weather Bureau
Le début de la guerre de Sécession, en 1861, mit un terme à l'expansion de ce service météorologique naissant. Il reprit cependant après 1865, mais la largeur du territoire et la complexité de l'analyse des données montra rapidement qu'une agence gouvernementale centrale devait reprendre le flambeau. Le Weather Bureau fut fondé le 9 février 1870 par une résolution conjointe des deux chambres du congrès américain et signée par le président Ulysses S. Grant.

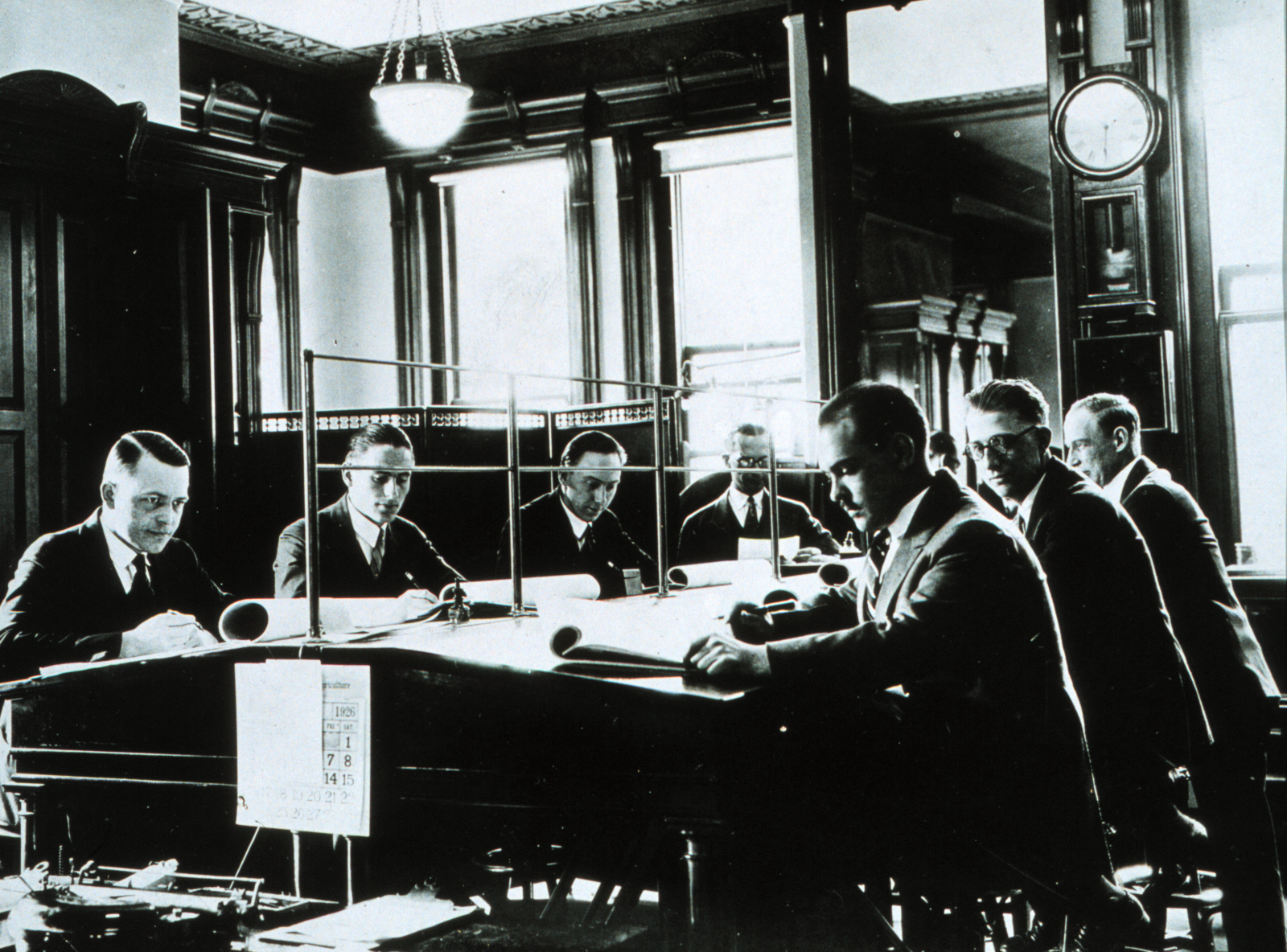
Météorologues du US Weather Bureau au début du XX

Le Weather Bureau, de son nom original, fut placé sous la direction du département de la Guerre des États-Unis de 1870 à 1891, étant l'organisation ayant le plus grand réseau de poste à travers le pays et une importance stratégique capitale. Il débuta ainsi grâce à l'expertise et aux infrastructures du Corps de signaleurs, étant donc une agence militaire mais comportant certains civils. Son quartier général était à Washington D.C. et la plupart des stations de données étaient à l'est des montagnes Rocheuses. La prévision météorologique à cette époque consistait à observer le temps et à tenir pour acquis qu'il se retrouverait sans changement dans les régions en aval. L'utilisation du télégraphe pour communiquer l'information fut cruciale.
John Park Finley fut la première personne à s'intéresser de près aux tornades et à proposer que la topographie des Grandes Plaines américaines était la plus propice à la rencontre de masses d'air très différentes qui contribue à leur formation. Il organisa une équipe de plus de 2 000 volontaires pour documenter tous les cas de tornades sur le centre et l’est des États-Unis, publiant dès 1884 les premières règles à suivre pour prévoir les orages violents.
En 1891, le Weather Bureau fut transféré au ministère de l'agriculture (Agriculture Department) et devint un service entièrement civil. Dès ce moment, le Bureau commence un embryon de recherche en météorologie. Le secrétaire à l'agriculture (ministre), R.G. Dyrenforth, lui demande d'expérimenter sur la modification du temps. Il veut que l'on produise des explosions à partir de ballons afin d'augmenter la pluie, probablement influencé par les rapports sur les canons anti-grêle venant d'Europe. Le Bureau est également chargé d'émettre des avertissements d'inondations au public avec l'aide d'un réseau de vingt-six stations de mesure du niveau des eaux le long du fleuve Mississippi et de ses affluents, du fleuve Savannah et du Potomac. En 1898, le président William McKinley charge également le Bureau d'établir un réseau d'observatoires et d'avertissements contre les ouragans dans les Antilles.
Les changements furent rapides durant les deux premières décennies du XXe siècle. En 1902, les données et prévisions commencèrent à être transmises par télégraphie sans fil aux navires en mer et les données provenant de ces derniers le furent dès 1905. En 1907, on commença les échanges de données météorologiques avec la Russie et l'Asie de l'Est, permettant d'avoir une meilleure analyse des systèmes en amont des États-Unis. Dès 1910, le Bureau se mit à émettre des aperçus du temps d'une semaine pour les besoins agricoles et en 1913, les premières prévisions spécifiquement pour les besoins du combat des feux de forêt était émises.
Durant la même période, la recherche en météorologie commençait à comprendre le fonctionnement de l'atmosphère grâce à des instruments développés pour prendre des données en altitude. Les premiers radiosondages avec des cerfs-volants munis de thermomètres et d'hygromètre avaient été effectués par William Abner Eddy en 1894. Les données sont prises plus tard par l'aviation naissante. Ces recherches menées en Europe et en Amérique menèrent à la théorie frontale par l'école de météorologie de Bergen dirigée par Wilhelm Bjerknes.
Le président Franklin D. Roosevelt réalisa le rôle de la météo pour l'aviation et que le développement de celle-ci influencerait grandement le commerce. Il mit donc en 1940 le Weather Bureau sous la direction du ministère du commerce (département du Commerce des États-Unis) où il se trouve toujours à ce jour. La Seconde Guerre mondiale fut un important coup de fouet pour l'avancement de la météorologie tant du point de vue théorique que pour l'instrumentation, le besoin de planification des missions de guerre étant très influencées par le temps qu'il fait. Le Bureau, dirigé par Francis Reichelderfer et ses pendants militaires dans la U.S. Navy et la U.S. Army ont donc joué un rôle important aux côtés des météorologues des autres pays alliés. Au sortir du conflit, le Bureau a pu acquérir vingt-cinq radars mis en surplus. Grâce aux recherches qui avaient été faites durant la guerre et, par la suite, par des gens comme David Atlas, le Bureau a pu créer le premier réseau opérationnel de radars météorologiques.
Depuis la fin des années 1920, les chercheurs en météorologie ont travaillé sur une formulation mathématique du comportement de l'atmosphère terrestre, mais ce n'est que durant les années 1950 que les ordinateurs ont pu être assez puissants pour penser résoudre les équations primitives atmosphériques en temps réel avec une précision acceptable et le gouvernement américain commença alors à mettre sur pied une division au sein du Bureau à cet effet. Durant les années 1960, le développement des fusées a permis de lancer les premiers satellites météorologiques, les TIROS.

### Changement à National Weather Service

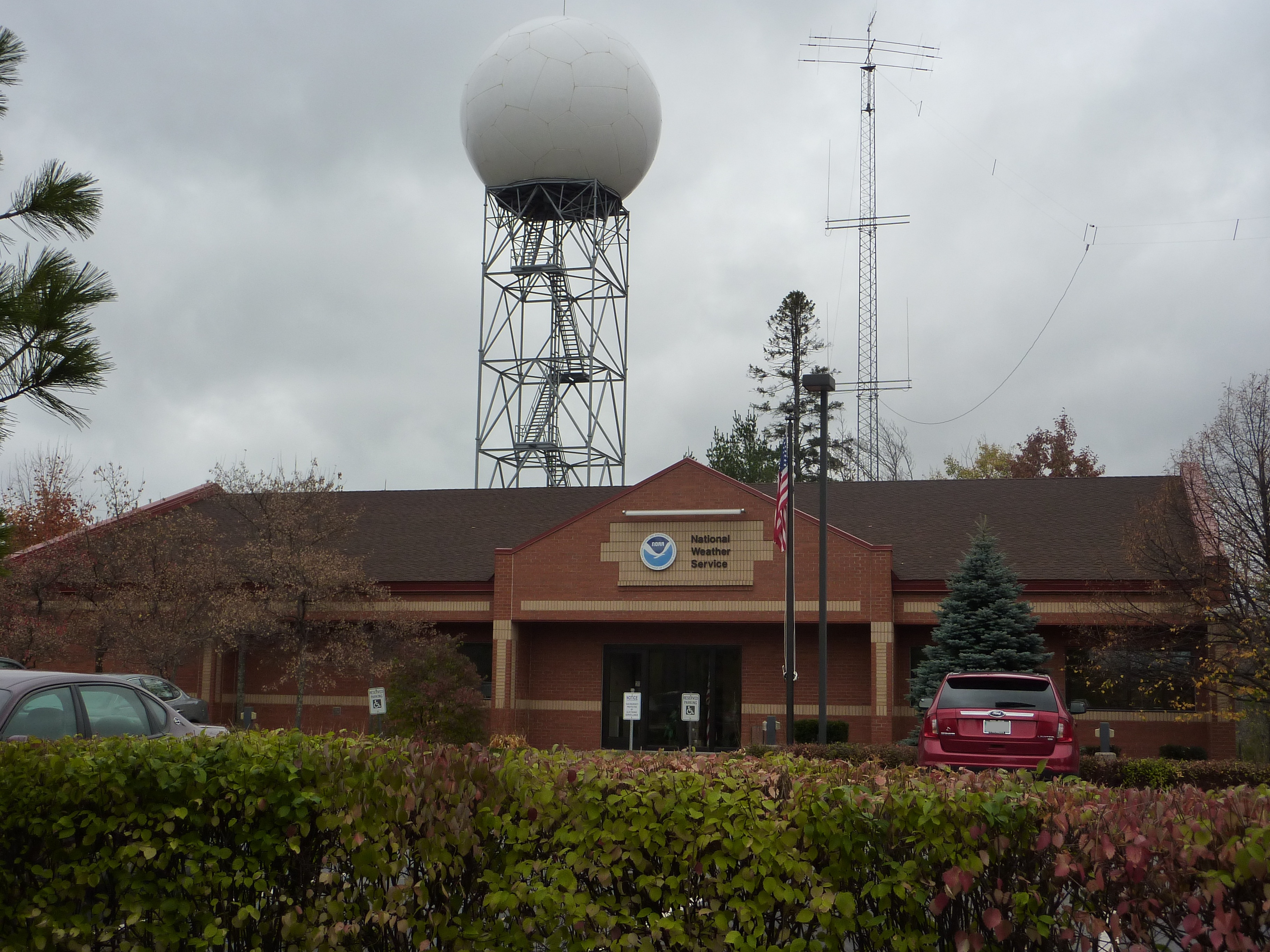
Image d'un des 122 centres de prévision locaux (National Weather Service Forecast Office ou NWSFO)

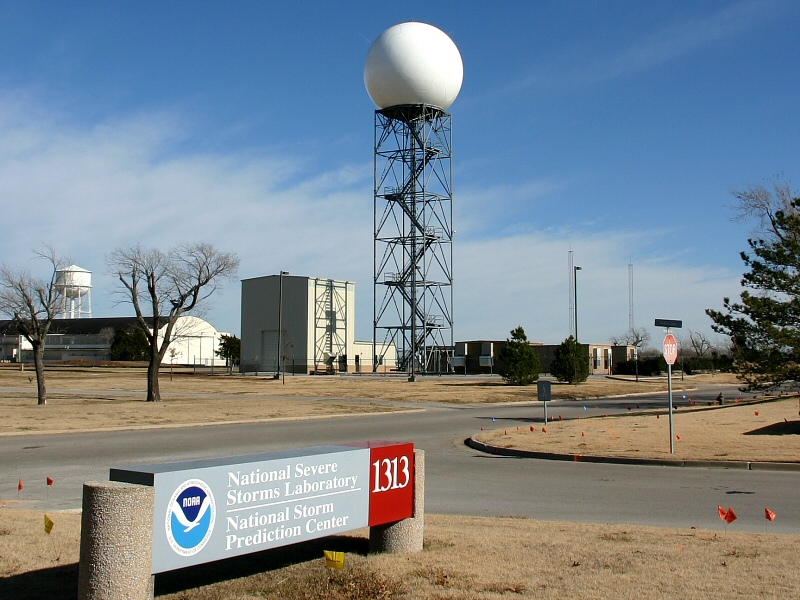
Tour et radôme du radar météorologique WSR-88D de Norman (Oklahoma)

En 1965, le Bureau passa sous la direction de l’Environmental Science Services Administration (ESSA) au sein du département du Commerce. Son nom fut changé en National Weather Service l'année suivante. En 1970, le NWS et ESSA furent intégrés dans le National Oceanic and Atmospheric Administration à la suite d'une loi proposée par le président Richard Nixon pour regrouper tous les services du gouvernement américain s'occupant de la mer et de l'atmosphère.
Le NWS a développé avec le temps des services météorologiques et hydrologiques de qualité reconnus par tous. C'est maintenant une organisation comportant des services de prises de données, de prévision et de recherche qui utilisent un réseau étendu de stations, de radars et de satellites météorologiques.
Cependant, depuis l'émergence de services privés de météorologie comme AccuWeather ou The Weather Channel, les propriétaires de ces services et les esprits libertariens tentent de limiter le mandat du NWS. Un projet de loi a d'ailleurs été introduit en 2005 par le sénateur Rick Santorum de Pennsylvanie pour restreindre le champ d'action du NWS aux produits que le secteur privé ne pouvait ou ne voulait fournir. La loi ne fut pas adoptée à cause des pressions du public et des utilisateurs des données du NWS, mais le débat reste d'actualité.
En 2025, il fait l'objet de coupures à la NOAA durant la seconde présidence de Donald Trump. Elles sont majeures et ont débuté dès après son investiture et la création subséquente du Département de l'Efficacité gouvernementale (DOGE). Il comprend notamment le licenciement de centaines d'employés, la résiliation de dizaines de contrats et de baux fédéraux et des décrets exécutifs qui ont affecté les opérations de la NOAA,,,.

## Prévisions

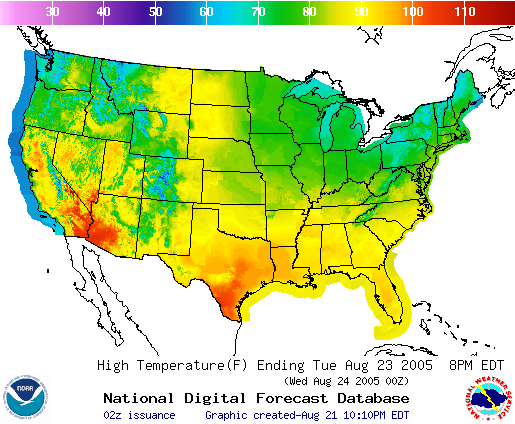
Exemple de produits : carte des températures maximales pour la journée.

Le NWS a une variété d'utilisateurs allant du grand public, à l'aviation, aux pêcheurs et navires, à l'agriculture, à la foresterie et à d'autres utilisateurs particuliers. Pour remplir son mandat, le NWS possède et recueille les données de stations météorologiques terrestres et sur bouées flottantes, de stations aérologiques et de satellites météorologiques. En parallèle, en partenariat avec les intérêts privés ou des différents États de l'Union, il obtient des données sur les niveaux d'eau des lacs et cours d'eau, sur la pollution et autres.
Toutes ces données sont colligées avec les données venant du reste du globe grâce aux ententes internationales de l'Organisation météorologique mondiale (OMM), injectés dans des modèles de prévision numérique du temps et hydrographique pour en tirer des prévisions sur l'évolution du temps et du débit des cours d'eau.
Les types principaux de prévisions :
- bulletins de prévisions réguliers pour le public sous forme de cartes et de texte qui se retrouve sur les circuits de presse, l'internet et dans les médias ;
- veilles et alertes météorologiques pour avertir d'événements météorologiques ou hydrologiques dangereux : tels les tempêtes de neige, les ouragans, les orages violents, etc. ;
- prévision d'aérodrome et prévision de zones pour l'aviation :

exemple de prévision d'aérodrome qui donne le plafond des nuages, les vents, la visibilité et le type de précipitations :
KOKC 212350Z 220024 10006KT P6SM SCT040 BKN120 TEMPO 0001 VRB15G25KT 2SM +TSRA BKN040CB OVC070 ;
- bulletins et avertissements maritimes pour les pêcheurs, les compagnies de transport maritime, les plaisanciers, etc. ;
- bulletins de prévisions des conditions favorables au déclenchement des feux de forêt et pour aider les services de combat de ces derniers ;
- bulletins de prévision des niveaux des cours d'eau et des lacs et avertissements de crue de ceux-ci.

## Centres spécialisés

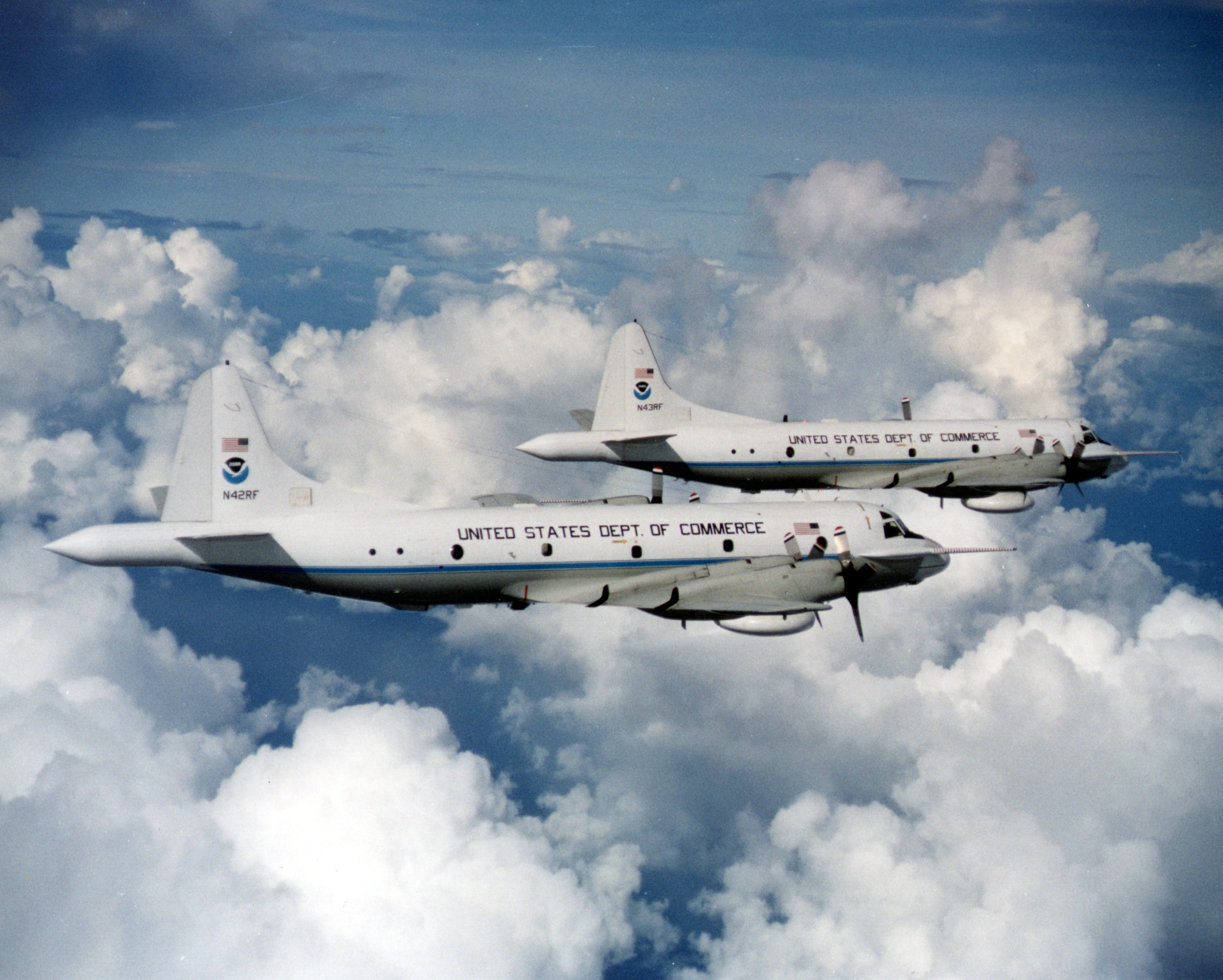
Avions Lockheed Orion WP-3D pour l'observation in situ des ouragans (Chasseurs de cyclones) en utilisant divers instruments dont les catasondes.

En plus des bureaux locaux, le NWS maintient un certain nombre de centre nationaux spécialisés :
- le centre environnemental national (National Centers for Environmental Prediction ou NCEP) avec ses neuf composantes :

1. Aviation Weather Center ou AWC : centre à l'aviation ;
2. Climate Prediction Center ou CPC : centre climatologique national ;
3. Environmental Modeling Center ou EMC : le centre de modélisation qui développe et met à la disposition de tous des modèles de prévision numérique du temps comme le WRF et le GFS ;
4. Ocean Prediction Center ou OPC : centre de prévision maritime ;
5. Space Weather Prediction Center ou SWPC : le centre de prévision de météorologie de l'espace (vents solaires notamment) exploitant le satellite DSCOVR ;
6. Storm Prediction Center ou SPC : centre national de prévision des orages violents,
7. Tropical Prediction Center ou TPC : centre de prévision tropical incluant le centre national des ouragans (National Hurricane Center ou NHC) ;
8. Weather Prediction Center ou WPC : centre hydrométéorologique national ;
9. NCEP Central Operations : voit à l'implantation et au fonctionnement des modèles numériques développés par le EMC, ainsi qu'à la dissémination des résultats.

- vingt-et-un centre de services techniques (Center Weather Service Unit (en) ou CWSU) ;
- le laboratoire national sur les orages violents (National Severe Storms Laboratory ou NSSL).